# Утешов, Алмас Даулетярович
Алмас Даулетярович Утешов (каз. Алмаз Дәулетярұлы Өтешов; 18 мая 1988 года) — казахстанский тяжёлоатлет, призёр чемпионатов мира в весовой категории до 94 кг.

## Биография
Выступает за Кызылординскую область.
Тренер — Илья Ильин.
Чемпион Азии среди юниоров.
На чемпионатах Азии 2008 и 2009 года получал бронзовые медали.
Участник Олимпиады — 2012 в Лондоне. С суммой 395 кг (175+220) стал седьмым.
Серебряный призёр чемпионата мира 2013 года во Вроцлаве (Польша) с суммой 397 (175+222).
Серебряный призёр Азиатских игр 2014 года в Инчхоне с суммой 393 кг (175+218).

## Личная жизнь
Окончил Кызылординский государственный университет им. Коркыт Ата (2010), тренер-преподаватель физической культуры и спорта.
Женат. Супруга — Раманкулова Айнур Полатовна. Сын — Алмат Алмазулы (2010 г. р.). Сын — Али Алмазулы (2013 г.р.). Дочка Арна Алмаскызы (2015 г.р.)